# Majo
Majo i manolo su nazivi za stanovnike predgrađa Madrida koji su se u 18. i 19. stoljeću isticali svojom pompoznom odjećom, arogantnim stavom i ležernim načinom govora. Odgovarajući oblici u ženskom rodu su maja i manola. Nazivi potječu iz saineta španjolskog dramatičara Ramóna de la Cruza.

## Povijest
Majo (izg. màho, IPA: maxo) i manolo, te oblici u ženskom rodu maja (izg. màha) i manola, izvedenice su španjolskog imena Manuel. Odgovarajuća množina u španjolskom jeziku je majos i majas.
Ramón de la Cruz je napisao oko 300 djela. Značajna grupa su sainete, parodije na neoklasicističke francuske tragedije. Zasnovane su na svakodnevici madridske ulice. U njima manolo i majo predstavljaju stanovnike predgrađa Madrida koji su se izdvajali po svom stilu odjevanja i manirama.
Kasnije se pojam majo proširio na čitavu Španjolsku. Predstavlja pripadnika niže klase koji svojim odjevanjem, manirama i načinom govora iskazuje prezir prema tadašnjim uobičajenim društvenim normama, odnosno prema eliti koja je bila pod francuskim utjecajem.
Majo je uobičajeno predstavljen kao nadmena osoba koja s visine gleda sve oko sebe. U pompoznoj odjeći, s dugim plaštom i nezaobilaznom cigarom gordo šeće ulicama.
Njihove žene, maje, također su se isticale iz gomile svojim ponašanjem i dostojanstvom. Lik maje koji je nastao u Andaluziji postao je kvintesencija Španjolke.

### Odjeća
Muška odjeća se sastoji od sljedećih elemenata: šešir širokog oboda, kratki kaputić ("figaro"), kratki šareni prsluk, uske ukrašene hlače do ispod koljena, široki pojas ispod koga je skriven nož, dokoljenice, te cipele ukrašene kopčama.
Ženska inačica sastoji se visokog vela na kosi, jakne sa širokim reverima, bez korzeta, lepršave suknje ispod koje je podvezicom učvršćen nož.

## Utjecaj
Razuzdani život maja, njihovi temperamentni međusobni sukobi, pjesme i plesovi uz tamburin, kastanjete i gitaru bili su neodoljvo privlačni visokom društvu. Tako se krajem 18. stoljeća javlja izraz mahizam (majismo) koji označava aristokratsku naklonost prema odjeći i običajima manola i maja obaju spolova. Mahizam se nalazi u brojnim djelima 19. stoljeća, od kojih je operom Carmen Georges Bizet najistaknutiji predstavnik.
Osim što se proširio na sve slojeve društva, majo i maja česta su tema u slikarstvu. Nizom slika na temu maja i manola, među kojima su istaknute Gola maja (La maja desnuda, 98 × 191 cm) i Odjevena maja (La maja vestida, 95 × 188 cm), na kojima je maja predstavljena u punoj veličini, Francisco Goya je najzaslužniji za popularizaciju likova.

#### Galerija
- Goya: La maja desnuda (1790.-1800.)
- Goya: La maja vestida (1802.-1805.)
- Bayeu: El majo de la guitarra (1786.)
- Carnicero: Majo fumando (1776.-1810.)
- Carnicero: Maja de rumbo (18. st.)
- Figaro predstavljen kao majo

Inspiriran Goyinim slikama, Enrique Granados napisao je niz skladbi na temu maja, među kojima je i njegovo remek-djelo Goyescas, s podnaslovom Los majos enamorados (Zaljubljeni maji).

## Vanjske poveznice
|  | Zajednički poslužitelj ima još gradiva o temi majo/maja |